# Lovrin
Lovrin falu Románia délnyugati határrészén, Temes megyében, Lovrin község központja.

## Fekvése
Lovrin a nagy Alföldön, a 6-os számú főút mentén, Temesvár és Nagyszentmiklós között, az előbbitől mintegy 17 km-re délnyugatra fekszik.

## Története
Lovrin első fennmaradt írásos említése 1466-ból való Loranthalma, Loranthhalma alakban, Sárafalva helység határleírásánál.
1561-ben Loranth, 1590-ben Lorantffalva, 1647-ben Loránt, 1653-ban Loránd falva, 1663-ban Lorant falva, 1663-ban Lorantfalva, 1717-ben Lovren, 1851-ben Lovrin néven írták.
1529-ben a török időkben Bali-bég kifosztotta és felégette a falut. Lakosai elmenekültek, csak évtizedekkel később; 1561-ben kezdett újból benépesülni, ekkor Bácsmegyei Miklós és Deszpot István voltak a falu birtokos urai, majd 1564-ben a csanádi püspök birtoka lett.
1561-ben szerbek telepedtek le a faluban, és még 1582-ben is itt laktak. Lakott hely volt a 17. században is.
1701-ben Dolny István csanádi püspök  tartott igényt a falura, de nem kapta meg.  Ekkor a helységet Lovrin néven a temesvári kerületbe osztották be. Ekkor a falu csupán 18 házból állt és nemsokára újból el is pusztult, még a gróf Mercy térképe is csak pusztaként tünteti fel.
1760 táján szerbek telepedtek le itt; katonai igazgatás alatt álltak és a nagykikindai kerülethez tartoztak.
1777-ben bolgárok is érkeztek ide. A falut ekkor Lovrinác, egy gazdag bolgár után nevezték el Lovrin-nak. A bolgárok már a kincstár fönnhatósága alá tartoztak. Miskovits Mihály, egy velük érkezett szerzetes lett első plébánosuk.
1785-ben Elzász Lotharingiából érkezett német családok költöztek a helységbe. A németek 10 éven át adómentességet élveztek, de kötelesek voltak háború idején fuvart, szénát és zabot szolgáltatni. E németekhez később Németcsanádról és egyéb környékbeli falvakból újabb betelepülők csatlakoztak. Előbb a szerbek és 1791-1792-ben a bolgárok is elköltöztek a faluból. Egy részük Vingára és Szabadkára (Theresiopolis).
1792-ben Lipthay Antal tábornok kapta adományként Kisősszel (akkor Gottlob) együtt II. Lipóttól és kastélyt is építtetett itt magának. Fia báró Lipthay Frigyes pedig szép fasorokkal ültette be birtokát és 1819-ben angolkertet is telepített.
A településen több ízben lépett föl a kolera járvány: 1831, 1839 és 1849-es évben is. 1866-ban szeptembertől novemberig 62-en haltak meg kolerában. 
Lovrin híres gyümölcs- és zöldségtermesztő hely volt már az elmult századokban is. A korai burgonyát és uborkát, csemegeszőlőt, korai cseresznyét és mogyorót Bécsbe és Berlinbe is rendszeresen szállították innen. 
A trianoni békeszerződésig Torontál vármegye Perjámosi járásához tartozott, nagyközségi rangban állt.
Országgyűlési képviselője 1905 és 1918 között dr. bellusi Baross János volt.

### Az első világháború után
1951-ben 274 bánáti sváb lakosát deportálták a Bărăganra.

### Boltosfalva
A középkorban a mai Lovrin vidékén feküdt Boltosfalva is, melyet I. Ferdinánd király 1560-ban - Erdőskereki Torkos István és Tamás örökös nélküli halála után - híveinek, Bácsmegyei Miklósnak, Vizkeleti Andor Tamásnak és Csabay Gergelynek adományozott.

## Lakosság
1910-ben összesen 3881 lakosa volt, melyből 3450 vallotta magát németnek (88,9%). Élt a településen továbbá 217 román (oláh), 182 magyar és 28 szerb is. 
1992-ben 3562 lakosából 3018 volt román, 285 német, 180 magyar, 82 roma, 18 ukrán, 16 bolgár, 20 szerb.

## Nevezetességek
- 19. századi Lipthay-kúria; a romániai műemlékek jegyzékében a TM-II-a-B-06248 sorszámon szerepel.[2]
- Római katolikus temploma - 1785-ben épült, báró Lipthay Frigyes 1829-ben megnagyobbította és a község által épített tornyba toronyórát is adományozott. Itt őrzizték azt a lobogót is, melyet Lipthay Antal tábornok az általa megnyert új palánkai ütközetben a törököktől zsákmányolt.

## Híres emberek
- Itt született 1849-ben Eisenkolb Aurél komponista, pedagógus.
- Itt született Lipthay Béla rovartani kutató, entomológus 1882-ben.
- Itt született Richard Wagner író, költő 1952. április 10-én.